# 瓦尔帕莱索 (印第安纳州)
瓦尔帕莱索（英語：Valparaiso）是美国印第安纳州的一个城市，位于该州西北部，加里市东南，是波特縣的縣治。1836年瓦尔帕莱索建城，次年为纪念1812年战争中英雄大卫·波特在智利瓦尔帕莱索被俘而命名为现名。